# Chili aux Jeux olympiques d'hiver de 1964
Le Chili participe aux Jeux olympiques d'hiver de 1964, organisés à Innsbruck en Autriche. Ce pays prend part aux Jeux olympiques d'hiver pour la cinquième fois de son histoire. La délégation chilienne, formée de cinq hommes et leur entraîneur français Pierre Halot, ne remporte pas de médaille.

## Délégation
Le tableau suivant montre le nombre d'athlètes chiliens dans chaque discipline :
| Sport     | Hommes | Femmes | Total |
| --------- | ------ | ------ | ----- |
| Ski Alpin | 5      | 0      | 5     |
| Total     | 5      | 0      | 5     |

## Résultats

### Ski alpin
| Athlète          | Épreuve             | Course          | Course |
| Athlète          | Épreuve             | Temps           | Rang   |
| ---------------- | ------------------- | --------------- | ------ |
| Claudio Wernli   | Descente hommes     | Disqualifié     | –      |
| Juan Holz        | Descente hommes     | 4 min 51 s 18   | 77     |
| Hernán Boher     | Descente hommes     | 2 min 41 s 67   | 58     |
| Juan Holz        | Slalom géant hommes | N'a pas terminé | –      |
| Francisco Cortés | Slalom géant hommes | 2 min 22 s 08   | 66     |
| Claudio Wernli   | Slalom géant hommes | 2 min 14 s 48   | 54     |
| Hernán Boher     | Slalom géant hommes | 2 min 09 s 71   | 44     |

| Athlète          | Épreuve       | Qualifications  | Qualifications | Qualifications  | Qualifications | Course finale     | Course finale     | Course finale     | Course finale     | Course finale     | Course finale     |
| Athlète          | Épreuve       | Temps 1         | Rang           | Temps 2         | Rang           | Temps 1           | Rang              | Temps 2           | Rang              | Total             | Rang              |
| ---------------- | ------------- | --------------- | -------------- | --------------- | -------------- | ----------------- | ----------------- | ----------------- | ----------------- | ----------------- | ----------------- |
| Hernán Boher     | Slalom hommes | N'a pas terminé | –              | 1 min 01 s 95   | 33             | N'a pas participé | N'a pas participé | N'a pas participé | N'a pas participé | N'a pas participé | N'a pas participé |
| Vicente Vera     | Slalom hommes | 1 min 14 s 82   | 73             | N'a pas terminé | –              | N'a pas participé | N'a pas participé | N'a pas participé | N'a pas participé | N'a pas participé | N'a pas participé |
| Juan Holz        | Slalom hommes | 1 min 07 s 56   | 59             | 1 min 04 s 38   | 38             | N'a pas participé | N'a pas participé | N'a pas participé | N'a pas participé | N'a pas participé | N'a pas participé |
| Francisco Cortés | Slalom hommes | 1 min 04 s 43   | 52             | N'a pas terminé | –              | N'a pas participé | N'a pas participé | N'a pas participé | N'a pas participé | N'a pas participé | N'a pas participé |